# Sjarci
Sjarci (bułg. Сярци) – wieś w Bułgarii, w obwodzie Kyrdżali, w gminie Momcziłgrad. Miejscowość jest wyludniała.